# Kateřina Razýmová
Kateřina Razýmová, née Beroušková le 10 septembre 1991 à Domažlice, est une fondeuse tchèque.

## Biographie
Membre du club de Plzeň, elle prend part à sa première saison au niveau international lors de l'hiver 2012-2013, courant les épreuves de la Coupe slave.
Elle est conviée a une manche de la Coupe du monde en janvier 2014 dans son pays à Nové Město na Moravě (66e). En 2016, elle remporte enfin ses premières courses FIS, puis en fin d'année, elle intègre l'équipe élite tchèque pour disputer sa première saison en Coupe du monde. Cet hiver, elle honore aussi avec une sélection pour les Championnats du monde à Lahti, où elle réussit à finir dans le top trente sur toutes ses courses individuelles, dont deux qu'elle conclue au 26e rang (skiathlon et trente kilomètres). Ses autres résultats cet hiver incluent un podium en Coupe OPA et deux succès aux Championnats tchèques.
A l'occasion de la saison 2017-2018, elle est engagée sur le Tour de ski (32e).
Ensuite, elle inscrit ses premiers points dans la Coupe du monde avec une 25e place sur le dix kilomètres classique de Planica. Elle obtient alors son ticket pour les Jeux olympiques de Pyeongchang, courant les six épreuves, terminant dans le top trente en sprint classique (26e) et le trente kilomètres classique (23e), ainsi que onzième en sprint par équipes et en relais.
Si en 2019, ses résultats restent stables (au mieux 19e en Coupe du monde), elle entame la saison suivante avec ses premiers top dix, avec une cinquième place sur le dix kilomètres classique lors du Ruka Triple et une neuvième place finale sur ce tour. Elle enchaîne avec une septième place au dix kilomètres libre de Davos, ainsi que deux top dix à Nové Město. Son programme est ensuite perturbé car tombant malade d'infections virales . 
Durant l'hiver 2020-2021, son résultat le plus notable est sa dixième place au classement final du Tour de ski, ayant pris la sixième place lors de l'étape ultime notamment (montée de l'Alpe Cermis). Aussi, aux Championnats du monde à Oberstdorf, la fondeuse obtient une 14e place sur le skiathlon comme meilleur résultat individuel, ainsi que deux huitièmes places en relais et sprint par équipes.
En amont de la saison 2021-2022, elle annonce sa grossesse et donc l'impossibilité de courir cette saison olympique
.
Son entraîneur est Vladislav Razým, avec qui elle s'est mariée.

## Palmarès

### Jeux olympiques
| Épreuve / Édition   | Sprint                           | Sprint    | 10 km | 10 km                            | Skiathlon 2 × 7,5 km | 30 km | Relais | Relais   |
| Épreuve / Édition   | libre                            | classique | libre | classique                        | Skiathlon 2 × 7,5 km | 30 km | Sprint | 4 × 5 km |
| JO 2018 Pyeongchang | Épreuve inexistante à cette date | 26e       | 45e   | Épreuve inexistante à cette date | 38e                  | 23e   | 11e    | 11e      |

Légende :
- : pas d'épreuve
- — : non disputée par Razýmová

### Championnats du monde
| Épreuve / Édition        | Sprint                           | Sprint                           | 10 km                            | 10 km                            | Skiathlon 2 × 7,5 km | 30 km | Relais | Relais   |
| Épreuve / Édition        | libre                            | classique                        | libre                            | classique                        | Skiathlon 2 × 7,5 km | 30 km | Sprint | 4 × 5 km |
| Mondiaux 2017 Lahti      | -                                | Épreuve inexistante à cette date | Épreuve inexistante à cette date | 27e                              | 26e                  | 26e   | —      | 11e      |
| Mondiaux 2019 Seefeld    | -                                | Épreuve inexistante à cette date | Épreuve inexistante à cette date | 37e                              | 29e                  | 37e   | -      | -        |
| Mondiaux 2021 Oberstdorf | Épreuve inexistante à cette date | -                                | 25e                              | Épreuve inexistante à cette date | 14e                  | 19e   | 8e     | 8e       |

Légende :
- : pas d'épreuve
- — : Non disputée par Razýmová

### Coupe du monde
- Meilleur classement général : 19e en 2021.
- Meilleur résultat individuel : 5e.

#### Tour de ski
- Meilleur classement : 10e en 2020-2021.

#### Classements en Coupe du monde
| Année     | Classement général final | Classement distance | Classement sprint |
| 2017-2018 | 82e                      | 59e                 | -                 |
| 2018-2019 | 60e                      | 49e                 | -                 |
| 2019-2020 | 28e                      | 20e                 | 76e               |
| 2020-2021 | 19e                      | 15e                 | 59e               |

### Coupe OPA
- 3 podiums, dont 1 victoire.